# أنواع رائدة

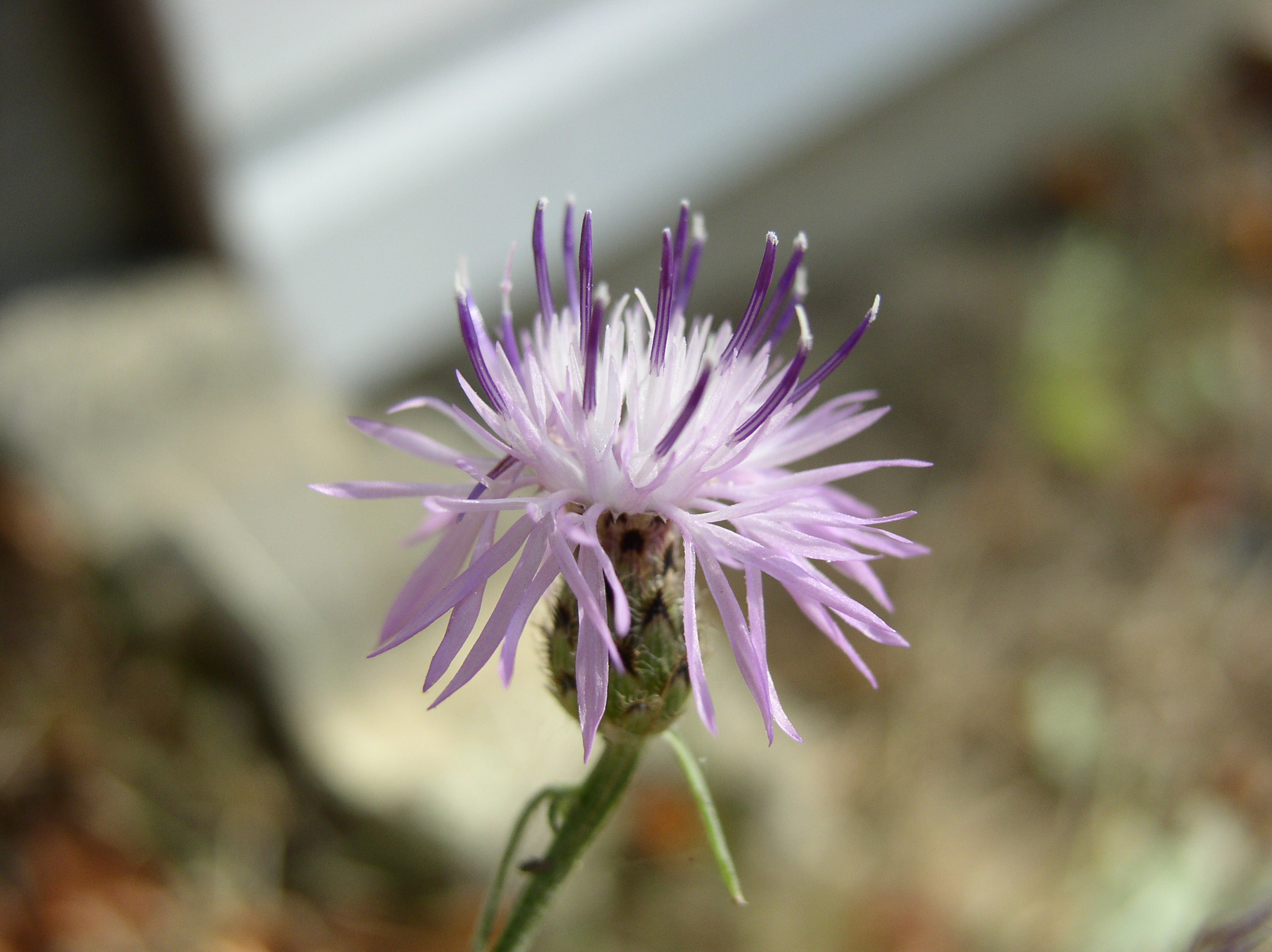
زهرة القنطريون المبقع، إحدى أمثلة الأنواع الرائدة

الأنواع الرائدة هي الأنواع شديدة الاحتمال التي تكون أول من يستوطن النظم البيئية المعطلة أو المتضررة سابقًا، وهكذا تمثل بداية سلسلة من التعاقب البيئي الذي يقود في النهاية إلى نظام بيئي ذي حالة مستقرة يتمتع بالمزيد من التنوع الحيوي. ونظرًا لأن الأرض غير المستوطنة ربما تكون تربتها فقيرة وسيئة الجودة والعناصر الغذائية الموجودة بها قليلة، فإن الأنواع الرائدة غالبًا ما تكون نباتات شديدة التحمل ذات عوامل تكيف، مثل الجذور الطويلة والعُقد الجذرية التي تحتوي على بكتيريا تثبيت النيتروجين والأوراق التي تستخدم عملية النتح. وستموت الأنواع الرائدة مخلفة ورائها فرشًا نباتيًا وتتحلل إلى «عفن الأوراق» بعد مرور بعض الوقت، وهكذا تشكل تربة جديدة للتعاقب البيئي الثانوي (انظر أدناه) وعناصر غذائية للأسماك الصغيرة والنباتات المائية في المسطحات المائية المجاورة.[بحاجة لمصدر]

## النباتات الرائدة
الأمثلة على النباتات والكائنات الحية التي تستوطن هذه المناطق هي:[بحاجة لمصدر]
الرمال الجرداء - كثبان العشب (ليموس أريناريوس) وعشب النجيل الزاحف (الرزين الراتنجي) وعشب مرام (أموفيليا بريفيليغولاتا)
المياه المالحة - الطحالب الخضراء وعشب الثعبان البحري (نويع الزوستيرة) والعشب الحمضي (ساليكورنيا فيرجينيكا) والعشب الحبلي (إسبارتينا الهجين × تاونسينديا) و (إسبارتينا أنجليكا).
المياه العادية - الطحالب والحزازيات وعشب ثعبان المياه العذبة (فاليسنيريا الأمريكية).

## الحيوانات الرائدة
لا تستوطن الحيوانات الرائدة منطقة ما إلا بعد استيطان النباتات والفطريات لها. وتؤدي حيوانات اليابسة من الطلائعيات المجهرية حتى اللافقاريات الكبيرة دورًا في تكوّن التربة ودورة العناصر الغذائية. وتعد البكتيريا والفطريات من أهم المجموعات في تحليل الحُتات العضوية المتبقية من النباتات المنتجة الرئيسية، مثل التربة الهيكلية والحزازيات والطحالب. وتسهم اللافقاريات الموجودة في التربة في تحسين نشاط الطحالب من خلال تحليل الحُتات. ومع تطور التربة، تقوم ديدان الأرض والنمل بتغيير خصائص التربة. وتعمل جحور الديدان في التربة المشبعة بالهواء وتلال النمل على تغيير حجم انتشار الجسيمات المترسبة وتغيير خصائص التربة بشكل كبير.
على الرغم من أن الفقاريات لا تعد عمومًا من الأنواع الرائدة، فإن هناك استثناءات. تعتبر علاجيم ناتر جاك متخصصة في البيئات المفتوحة وقليلة النباتات التي ربما تكون موجودة في مرحلة تسلسلية مبكرة. وتزور الأنواع العامة واسعة النطاق بيئات مرحلة التعاقب البيئي المبكرة، ولكنها ليست من الأنواع المتقيدة بهذه البيئات؛ حيث إنها تستخدم فسيفساء بيئات مختلفة.
يمكن أن تؤثر الفقاريات على المراحل التسلسلية المبكرة. وربما تغير العواشب معدلات نمو النبات. كذلك، يمكن للثدييات الأحفورية تغيير التربة ونمو المجتمع النباتي. وفي مثال واضح، تقوم مستعمرة طيور بحرية بنقل مقدار كبير من النيتروجين إلى التربة غير المخصبة، وهكذا تغير نمو النبات. وتستطيع الأنواع الرئيسية تسهيل عملية دخول الأنواع الرائدة من خلال خلق مكامن إيكولوجية جديدة. على سبيل المثال، يمكن أن تتسبب القنادس في فيضان المياه بإحدى المناطق؛ مما يسمح للأنواع الجديدة بالهجرة.

## أنواع التعاقب البيئي الثانوي والأنواع الرائدة
يمكن العثور على الأنواع الرائدة في التعاقب البيئي الثانوي أيضًا، مثلما يحدث في تعرض نظام بيئي راسخ للتناقص نتيجة وقوع حدث ما، مثل: اندلاع الحرائق في الغابات أو إزالة الغابات أو إزالة المساحات المفتوحة سريعة الاستيطان التي كانت مدعومة بالغطاء النباتي سابقًا.[بحاجة لمصدر]
تتضمن الأمثلة الشائعة على النباتات الموجودة في مثل هذه المناطق:[بحاجة لمصدر]
- القضبان - نويع البتولا
- العليق - نويع العليق
- الخلنج - نويع الخلنجية
- الحشائش والأعشاب والزهور البرية - الأنواع الأصيلة والمجلوبة والأنواع المجتاحة:، مثل الأجناس البذرية المعتمدة على الحرائق والمخروطية والغابة الحرشية القادرة على البقاء بعد اندلاع الحرائق.